# 定数群体
| 生命の階層 |            |
| 生態系     | ecosystem  |
| 生物群集   | community  |
| 個体群     | population |
| 個体       | individual |
| 器官       | organ      |
| 組織       | tissue     |
| 細胞       | cell       |
| 細胞小器官 | organelle  |
| 分子       | molecule   |
| その他     |            |
| 群体       | colony     |
| 定数群体   | coenobium  |

定数群体（ていすうぐんたい、英: coenobium）とは、単細胞生物的細胞からなる特殊な群体である。細胞群体とも言われる。

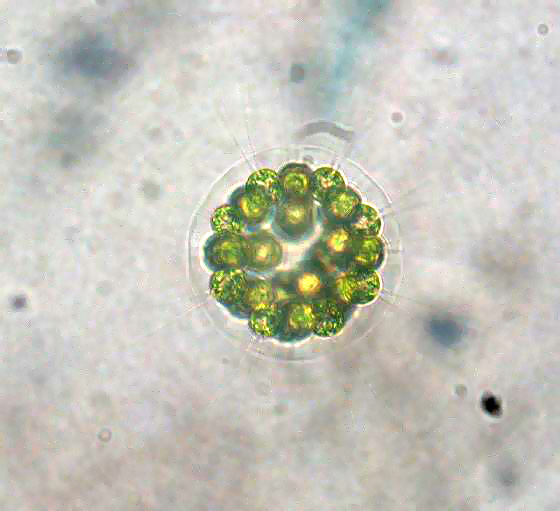
ユードリナの群体

## 概説
群体とは、一般には無性生殖で増えた個体が独立せず、互いの連結を持ったままで集団をなしたものである。植物の場合、株立ちなどもそのようなものではあるが、これを群体と呼ぶことはない。藻類では、独立した葉状体が多数集まったものがこう呼ばれる。
ところが、藻類の中にやや性質を異にした群体と呼ばれるものがある。代表的なのがユードリナ（タマヒゲマワリ）で、16個の球形の細胞が球形の寒天質の内部表面に並んだものである。個々の細胞は鞭毛を持ち、単細胞のクラミドモナス等とよく似た構造を持っている。したがって、そのような単細胞生物の作る群体と見ていいのであるが、大きな違いは、藻体の成長に連れて細胞が増えないことである。普通の群体ならば藻体は成長するにつれて細胞も大きくなるが、細胞数が増加するのが普通である。それに対してこの生物では群体を構成する細胞数は始終変わらない。

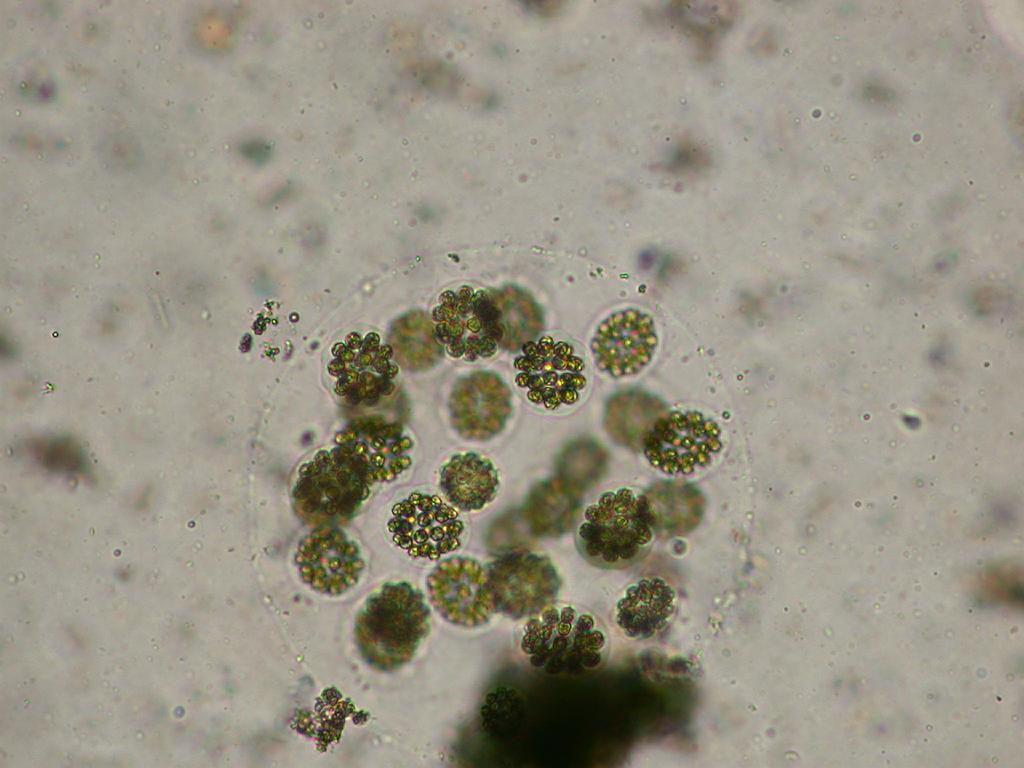
ユードリナの群体で、それぞれの細胞から娘群体が形成された状態

これは、この生物の生殖法の独特さからくるものである。ユードリナが無性生殖する場合、群体を構成する細胞すべてが同時に細胞分裂を始め、それぞれが16細胞に分かれて小さな群体になる。つまり、個々の細胞が新しい群体を作るのである。このような特殊な群体を定数群体と言う。

## 特徴
定数群体は、単細胞生物的な細胞からなる群体である。個々の細胞の独立性はかなり高く、例えば群体が壊れても、破片になった細胞数の少ない状態でも生き続ける。また、先述のように、無性生殖時には個々の細胞がすべて新しい群体を形成する。そのため、群体を構成する細胞数はほぼ決まっており、その成長によっても（壊れた場合を除いては）細胞数が一定のままである。これを定数群体と呼ぶのはそのためである。
単細胞生物の群体の意味で細胞群体という名が使われることもあるが、単細胞生物の群体がすべて定数群体なわけではない。例えば同じく有色鞭毛虫で群体を作るものにモトヨセヒゲムシ Synura があるが、この生物では個々の細胞が2分裂している。

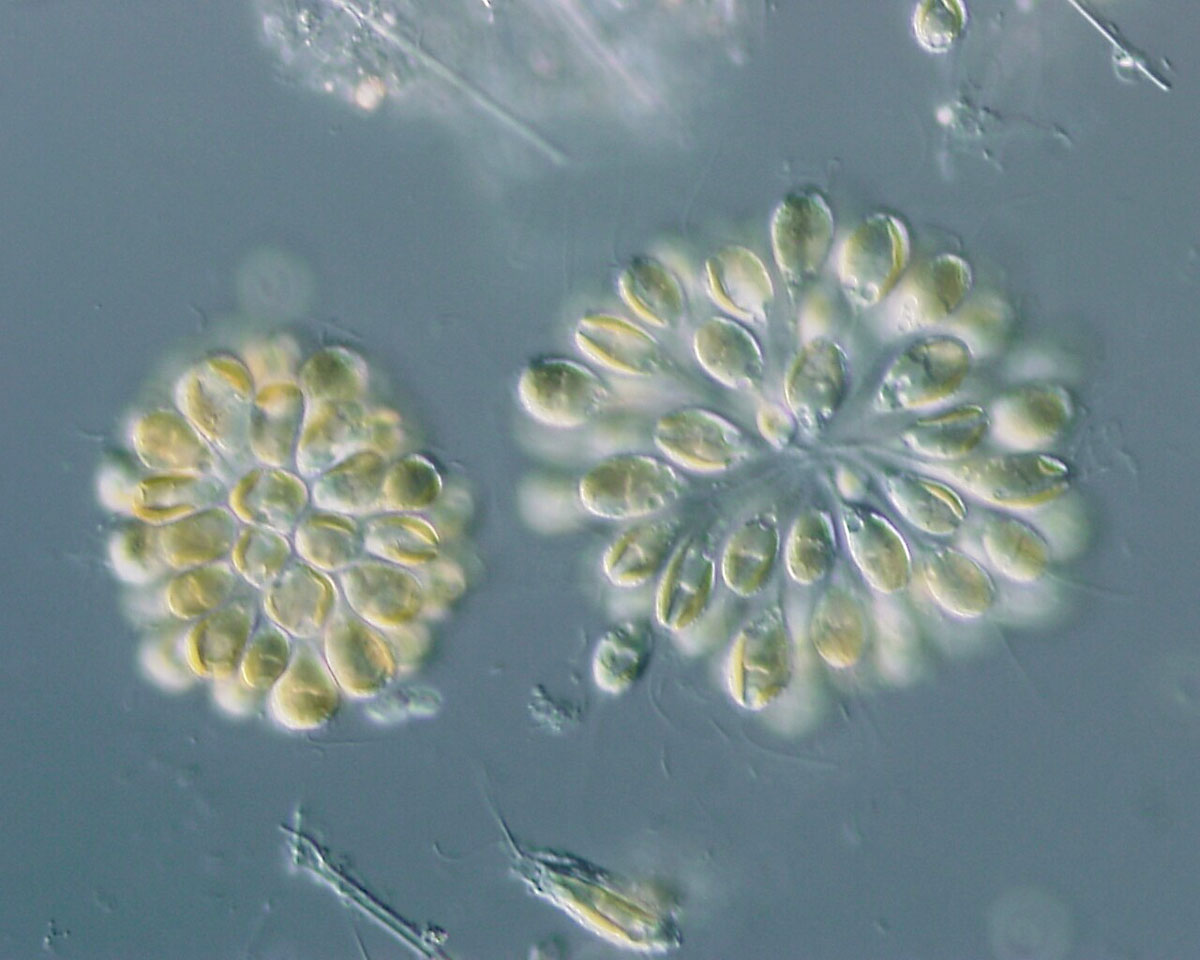
モトヨセヒゲムシは普通の群体を形成している

## 進化との関連
ボルボックス目のものでは、定数群体の形にはっきりとした進化の系譜を見ることができる。ユードリナやゴニウムなどでは細胞数やその配列に違いがあるが、基本的には同型の細胞が集まって群体を形成している。プレオドリナでは群体の中で細胞の大きさに分化が見られ、それによって群体に前後の区別がある。最も発達しているのがオオヒゲマワリで、外側に並んだ栄養細胞と、内側に入り込んだ生殖細胞とが分化している。その点でオオヒゲマワリは多細胞的とも言える。なお、これらの群体を形成する個々の細胞はクラミドモナスによく似ている。クラミドモナスをこの目に含める説もある。
また、オオヒゲマワリは多細胞動物の起源のモデルと考えられたこともある。ヘッケル派の動物系統論では、多細胞動物の起源はいわゆる胞胚の形の、外側に鞭毛を並べた中空の細胞群（ガスツレア）と考えたためで、これに一番近い現生の生物の一つがオオヒゲマワリである。上記のようにオオヒゲマワリでは現に細胞の分化が見られるから、この考えを一層強めることとなった。しかし、現在ではこれらの間には強い類縁関係は無いものと考えられている。

## 分類群
細胞群体と呼ばれるものは、分類群としては以下の二つにしぼられる。いずれも緑藻綱に所属する。
- オオヒゲマワリ目（ユードリナ・オオヒゲマワリ等）
- ヨコワミドロ目（クンショウモ・アミミドロ・イカダモ）

前者は先述のように鞭毛を持つ藻類で、無性生殖時には個々の細胞が二分裂を繰り返し、それぞれが新しい群体を作る。属によって細胞数とその配置が異なる。ボルボックスでは生殖細胞が分化するが、その群体の作られ方はほぼ同じである。

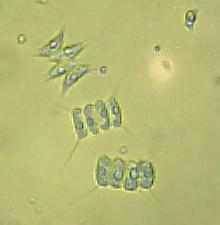
上：イカダモ類3種

後者は運動性のない藻類で、イカダモは細胞が列をなして配置、クンショウモではほぼ円盤状に配置、アミミドロでは袋状の網の形になる。いずれも細胞は互いに密着しているため、一見すると多細胞藻類に見える。それらの無性生殖はさらに特殊である。これらの藻類では細胞内で核が分裂し、多核になった後にそれらが遊走細胞となり、わずかの時間だけ運動をした後に、それらが群体の形に集合する。結果的には個々の細胞がそれぞれに新たな群体を形成するが、その間に多数の独立した遊走細胞となる点が奇妙である。なお、アミミドロでは成長段階で核が分裂して次第に多核となり、それらが娘群体の個々の細胞となるので、その群体を構成する細胞数は必ずしも一定ではない。それでも成長途中で細胞数を増やさない点は同じである。
後者の場合、いったんはバラバラになった細胞が改めて集合する点では、細胞性粘菌にも似ている。全体としてみると、この二つの藻類は、群体のあり方には共通点があるが、その成り立ちには大きな差がある。これらは、多細胞生物との関連より、むしろ原生生物に見られる細胞と個体のあり方の多様性の中で考えるべきものであろう。